# 트리무르티

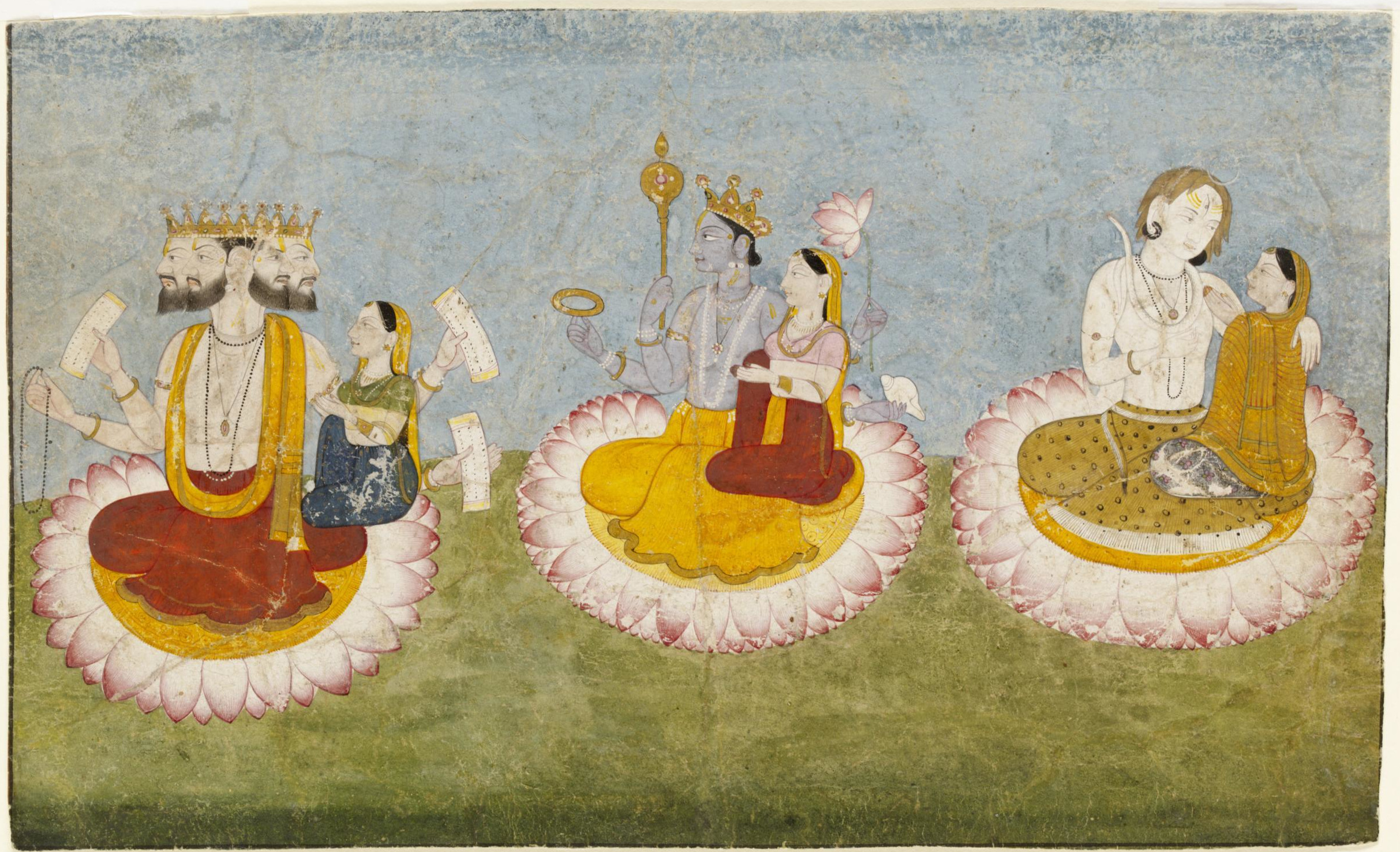
트리무르티(브라흐마비슈누시바)와 그 배우자인 트리데비(사라스바티락슈미파르바티) (1770년경)

트리무르티(산스크리트어: त्रिमूर्ति Trimūrti)는 힌두교의 교의 중의 하나이다. 트리무르티의 문자 그대로의 뜻은 "세 개의 형상(Three Forms)"이다. 기독교의 삼위일체의 교의처럼 트리무르티도 하나의 힌두교 교의로 정의되기도 하지만, 한편으로는 트리무르티는 힌두교의 주요 세 신인 브라흐마 · 비슈누 · 시바가 통합되어 일체화된 브라흐만의 인격신으로도 정의된다.
트리무르티의 교의에서는 우주의 창조 · 유지 · 파괴의 세 가지 우주적인 작용들이 창조의 작용을 하는 신인 브라흐마, 유지의 작용을 하는 신인 비슈누, 그리고 파괴와 재생의 작용을 하는 신인 시바의 모습으로 의인화 또는 인격화되어 표현되어 있다.
트리무르티는 삼주신(三主神 · Hindu Triad), 힌두교의 삼위일체(三位一體, Hindu Trinity 또는 Great Trinity) 또는 힌두교의 삼신일체(三神一體)라고도 한다. 트리무르티는 종종 브라흐마-비슈누-마헤슈바라(Brahma-Vishnu-Maheshvara)라고 호칭되는데, 이 호칭에서 마헤슈바라는 '주(主) 시바'의 뜻이다. 트리무르티의 배우자는 트리데비(Tridevi)이다.
트리무르티를 표현하는 양식 중 하나로는 세 신을 한 작품 안에서 개별로 표현하는 형태가 있다. 이와는 달리 하나의 목 위에 세 머리가 있는 형태도 있다. 또한 하나의 머리에 서로 다른 방향을 보고 있는 세 얼굴이 있는 형태도 흔하다.

## 같이 보기

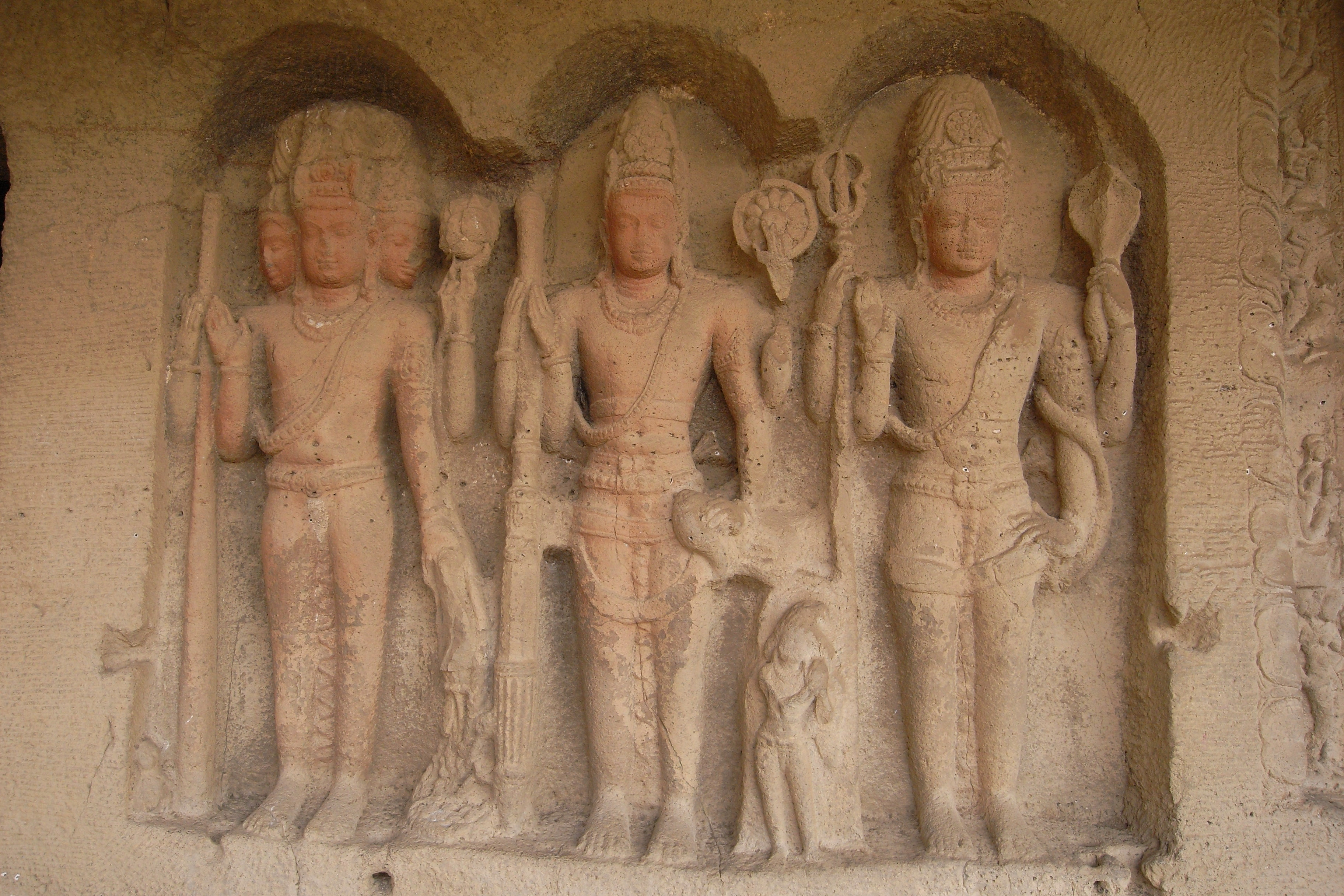
트리무르티

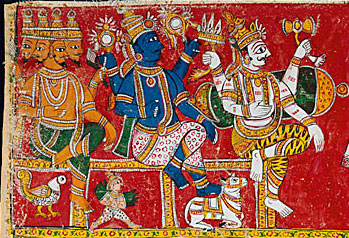
트리무르티

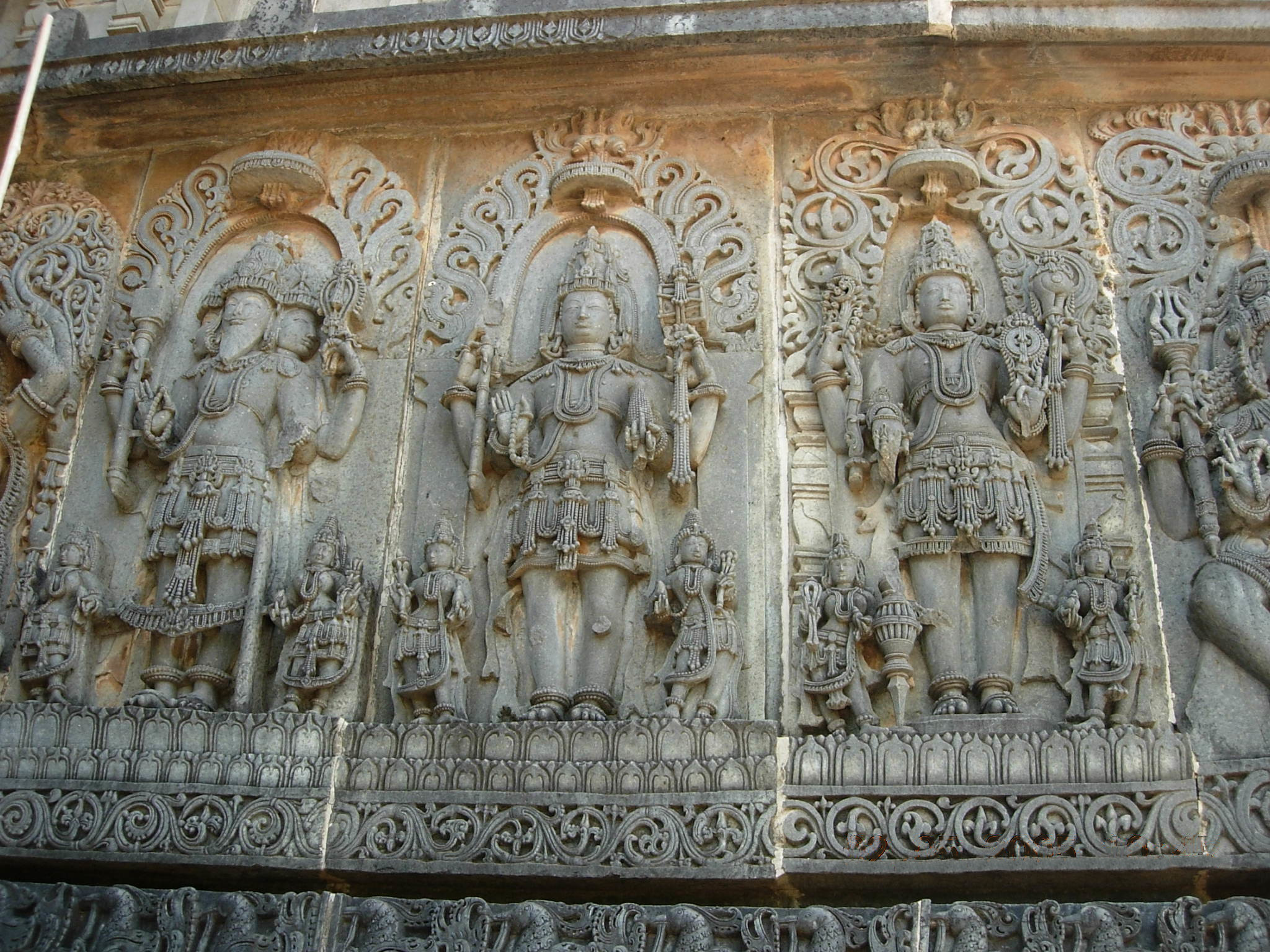
트리무르티

- 샥티
- 아디 파라샥티
- 샥티파
- 트리데비

## 참고 문헌
- Apte, Vaman Shivram (1965). 《The Practical Sanskrit Dictionary》. Delhi: Motilal Banarsidass Publishers. ISBN 81-208-0567-4. (fourth revised & enlarged edition).
- Flood, Gavin (1996). 《An Introduction to Hinduism》. Cambridge: Cambridge University Press. ISBN 0-521-43878-0.
- Flood, Gavin (Editor) (2003). 《The Blackwell Companion to Hinduism》. Malden, MA: Blackwell Publishing Ltd. ISBN 1-4051-3251-5.
- Jansen, Eva Rudy (2003). 《The Book of Hindu Imagery》. Havelte, Holland: Binkey Kok Publications BV. ISBN 90-74597-07-6. Eighth printing; First published 1993.
- Zimmer, Heinrich (1972). 《Myths and Symbols in Indian Art and Civilization》. Princeton, New Jersey: Princeton University Press. ISBN 0-691-01778-6.